# Будівля колишньої мусульманської школи (Астана)
Колишня мусульманська школа (каз. Бұрынғы мұсылман мектебі) — пам'ятка архітектури XIX століття в Астані. У 1982 році будівля була включена до списку пам'яток історії та культури Казахстану республіканського значення та взята під охорону держави.

## Історія
Будівлю було збудовано акмолінським купцем С. Бєловим, яку він пізніше продав татарській мусульманській громаді. На початку XX століття в ній розташовувалась перша жіноча мусульманська школа Акмолінська, де учениці вивчали словесність, географію, арифметику, історію, іноземні мови, займалися музикою, танцями, малюванням.
З 1907 року в цій будівлі почала працювати казахсько-татарська початкова школа, у якій навчалося 27 учнів. Першим директором мусульманської школи був Галимжан Курмашев. Програма навчання включала уроки географії, арифметики, історії, природознавства.
У радянський період школу було перетворено на 7-річну казахську школу № 4 для дівчаток. У сусідньому будинку (зараз вул. Отирар, 1/2), побудованому на початку XX століття, навчалися хлопчики, там у 1912 році викладав поет, письменник, громадський діяч Сакен Сейфуллін.